# Harta (Polen)

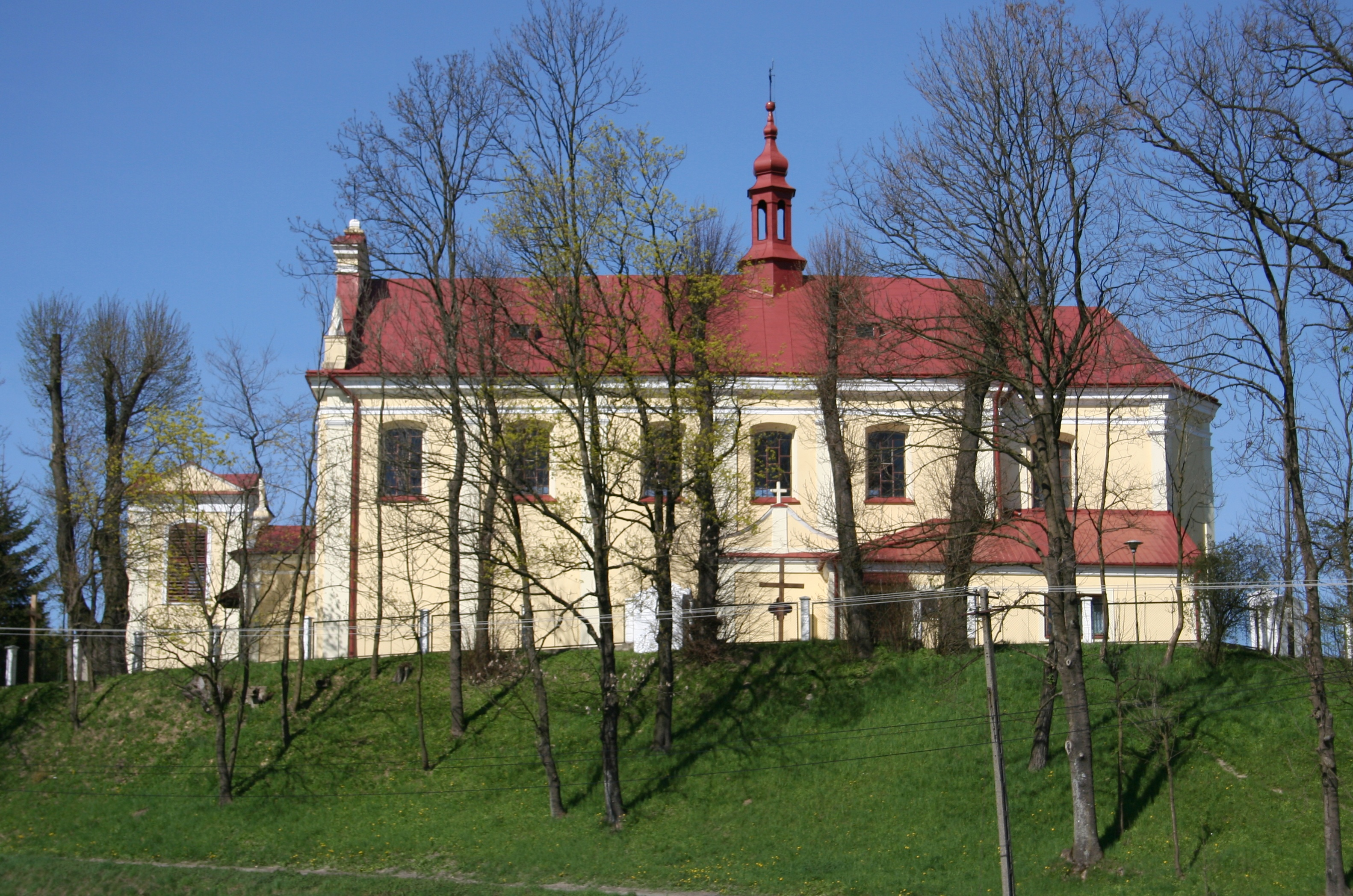
St.-Nikolaus-Kirche

Harta ist eine Ortschaft mit einem Schulzenamt der Landgemeinde Dynów im Powiat Rzeszowski der Woiwodschaft Karpatenvorland in Polen.

## Geographie
Der Ort liegt am gleichnamigen Bach im Dynów-Gebirge. Die Nachbarorte sind die Stadt Dynów im Süden, Ulanica, Futoma und Piątkowa im Westen, Dylągówka im Norden, sowie Bachórz und Szklary im Osten. Teile des Dorfes: Krzywda, Ciepła Połać, Śliwy, Harta Dolna, Berlin, Wysoka, Osiki, Pasieka, Miasteczko, Grzybownia, Koszary, Luzbarg, Budy, Lipnik, Mątewki, Harta Górna, Pustki, Górka.

## Geschichte
Der schon entwickelte Ort wurde im Jahr 1429 als Wienczkone [Więcko] sculteto de Hartha erstmals urkundlich erwähnt. Der Name ist abgeleitet vom deutschen Appellativ Hart (mhd. Wald) im Sinn von bewaldeter Hügelkamm, polonisiert mit dem femininen Suffix -a. 1436 gehörte das Dorf zu Małgorzata Goligyanowa. Etwa zwischen 1440 und 1445 entstand Harta Nova. Aus dem Jahr 1453 stammen Erwähnungen von ersten bekannten Bauern in Hartha Nowa und Hart(h)a Antiqua(m), darunter mit deutschstämmigen Namen (siehe Walddeutsche). 1460 wurde die römisch-katholische Kirche von der Besitzerin Małgorzata aus Dynów gestiftet. Die Unterscheidung von zwei Siedlungen wurde noch im Jahr 1490 (Harti Nova et Antiqua) und 1505/1515 (Harta utraque) notiert.
Bei der Ersten Teilung Polens kam Harta 1772 zum neuen Königreich Galizien und Lodomerien des habsburgischen Kaiserreichs (ab 1804). Ab dem Jahr 1855 gehörte Harta zum Bezirk Brzozów. Im Jahr 1900 hatte die Gemeinde Harta mit dem Ortsteil Lipnik 1572 Hektar Fläche, 452 Häuser mit 2379 Einwohnern, davon alle polnischsprachig, 2354 römisch-katholisch, 24 Juden und 1 griechisch-katholisch.
1918, nach dem Ende des Ersten Weltkriegs und dem Zusammenbruch der k.u.k. Monarchie, kam Harta zu Polen. Unterbrochen wurde dies nur durch die Besetzung Polens durch die Wehrmacht im Zweiten Weltkrieg. Von 1975 bis 1998 gehörte Harta zur Woiwodschaft Przemyśl.